# Tupolev Tu-22M
O Tupolev Tu-22M (Russo: Туполев Ту-22М; designação da OTAN: Backfire) é uma aeronave supersônica de geometria variável, bombardeiro estratégico e marítimo de longo alcance desenvolvido pela Tupolev Design Bureau. De acordo com algumas fontes, acreditava-se que o bombardeiro fosse designado Tu-26 ao mesmo tempo. O seu único operador atual é a Força Aérea Russa que, até 2021, mantinha 66 destas aeronaves no serviço ativo.
Durante a Guerra Fria, o Tu-22M foi operado pela Força Aérea Soviética (VVS) em um papel de bombardeio estratégico e pela Aviação Naval Soviética (Aviacija Vojenno-Morskogo Flota, AVMF) desempenhando um papel anti-transporte marítimo de longo alcance.
A primeira vez que o Tu-22M foi utilizado em combate foi no Afeganistão, vendo bastante ação entre 1987 e 1988, bombardeando posições mujahidin durante o Cerco de Khost. A partir de outubro de 1988, pelo menos dezesseis Tu-22M3 foram utilizados para dar cobertura para as tropas soviéticas que se retiravam do território afegão. Sua última ação neste conflito foi uma operação sobre o Passo de Salang, em outubro de 1989. Na última década da União Soviética, o Tu-22M sofreu com problemas operacionais, a maioria ocasionados pela manutenção deficiente e falta de provisões, com muitas aeronaves ficando até meses sem conseguir voar. A produção dele continuou até 1993.
A Rússia e os demais membros da Comunidade dos Estados Independentes herdaram 370 Tu-22M soviéticos. A Ucrânia, que possui cerca de 60 destas aeronaves, abriu mão da maioria delas, com os Estados Unidos ajudando-os a desmantela-los. A Aviação Naval Russa também abriu mão de sua frota, deixando apenas a força aérea russa como a única utilizadora do Tu-22M. Em 1995, os russos utilizaram este avião em combate para bombardear Grozny na Guerra da Chechênia. Em 9 de agosto de 2008, um Tu-22MR foi abatido por um míssil de um sistema anti-aéreo Buk-M1 durante a Guerra Russo-Georgiana. Em 2017, dezenas de Tu-22M foram transferidos para a Síria, onde participaram da intervenção russa na guerra civil local.
Durante a invasão russa da Ucrânia de 2022, vários Tu-22M3 foram utilizados para bombardeio convencional sobre cidades ucranianas (como Mariupol) e também para lançamento de mísseis balísticos (como o hipersônico Kh-47M2 Kinzhal). Em dezembro de 2022, um Tu-22M3 (identificado como RF-34110) das Forças Aeroespaciais da Rússia foi danificado seriamente por um drone suicida ucraniano na base aérea de Dyagilevo. Em 20 de agosto de 2023, na Base aérea de Soltsy-2 (na banda ocidental do Oblast de Novgorod), dois Tu-22M3 foram atingidos por drones suicidas ucranianos, com uma das aeronaves sendo completamente destruída.

## Imagens

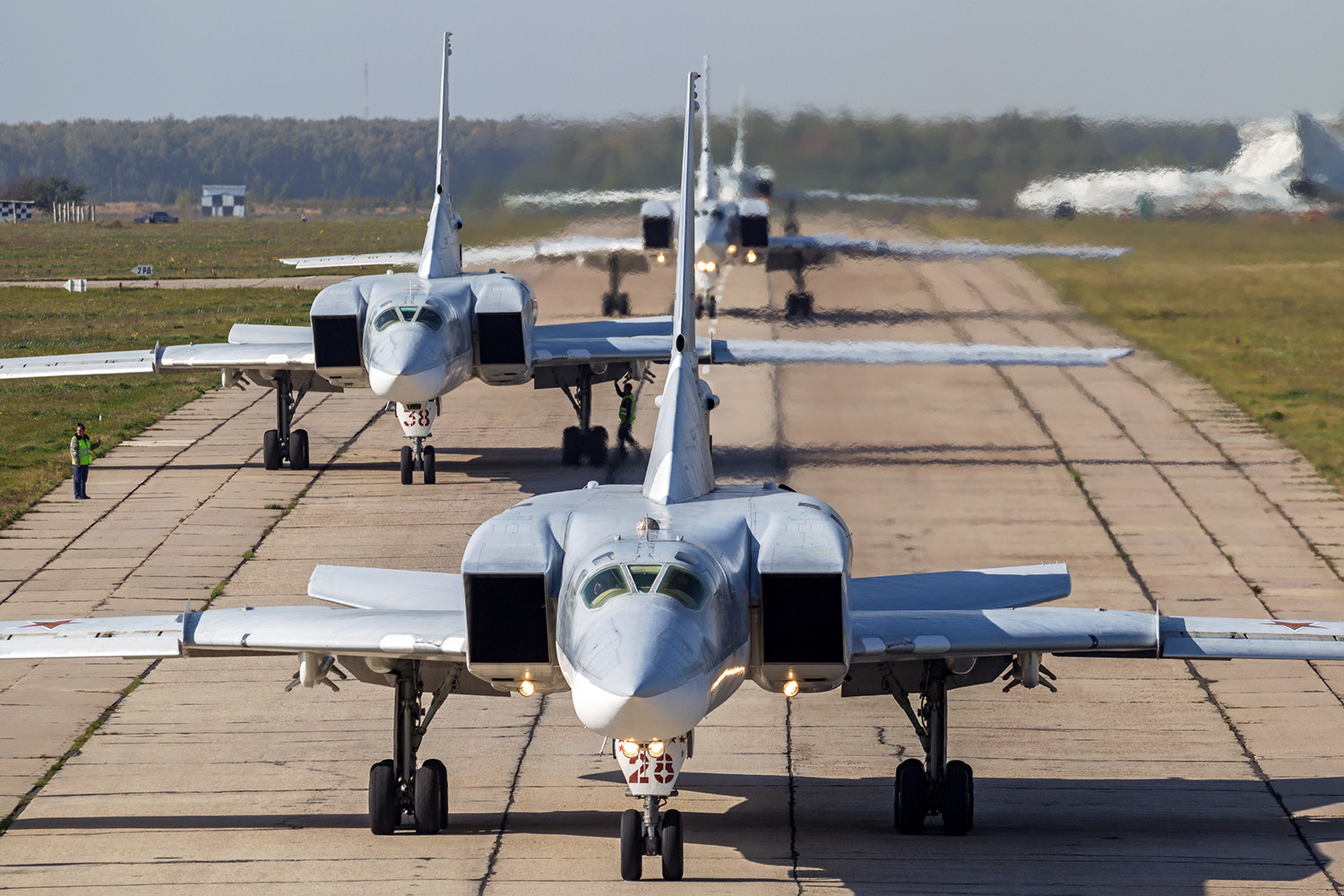
Um esquadrão de Tu-22M3 na base aérea de Dyagilevo, no oeste da Rússia.
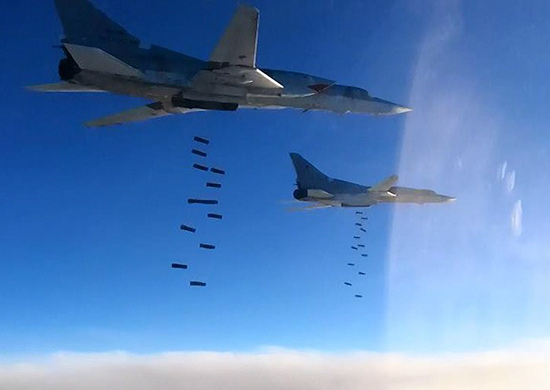
Dois Tu-22М3 russos atacando alvos na Síria, em 2017.
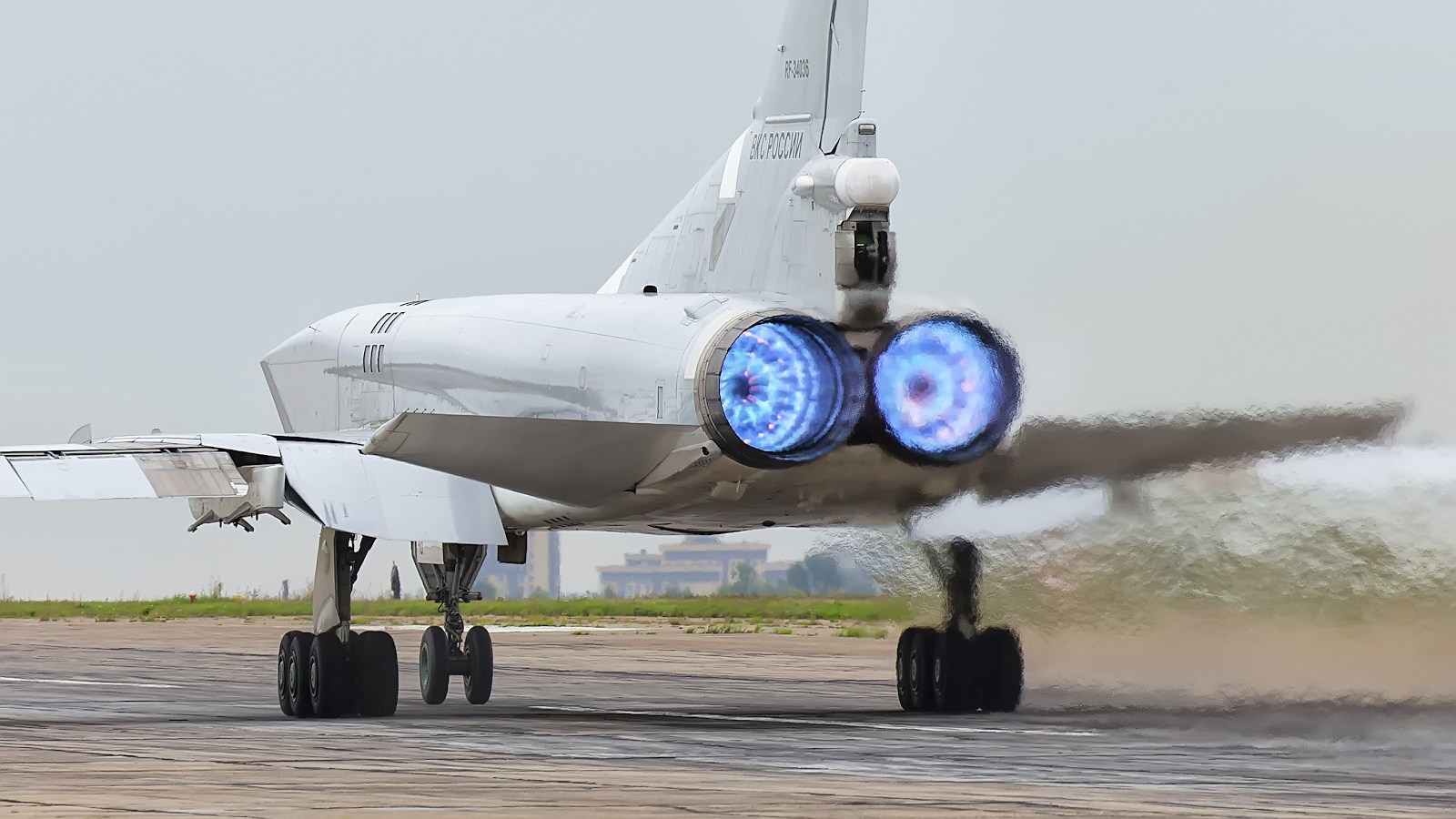
Um Tu-22M3 decolando com pós-combustão em 2021.
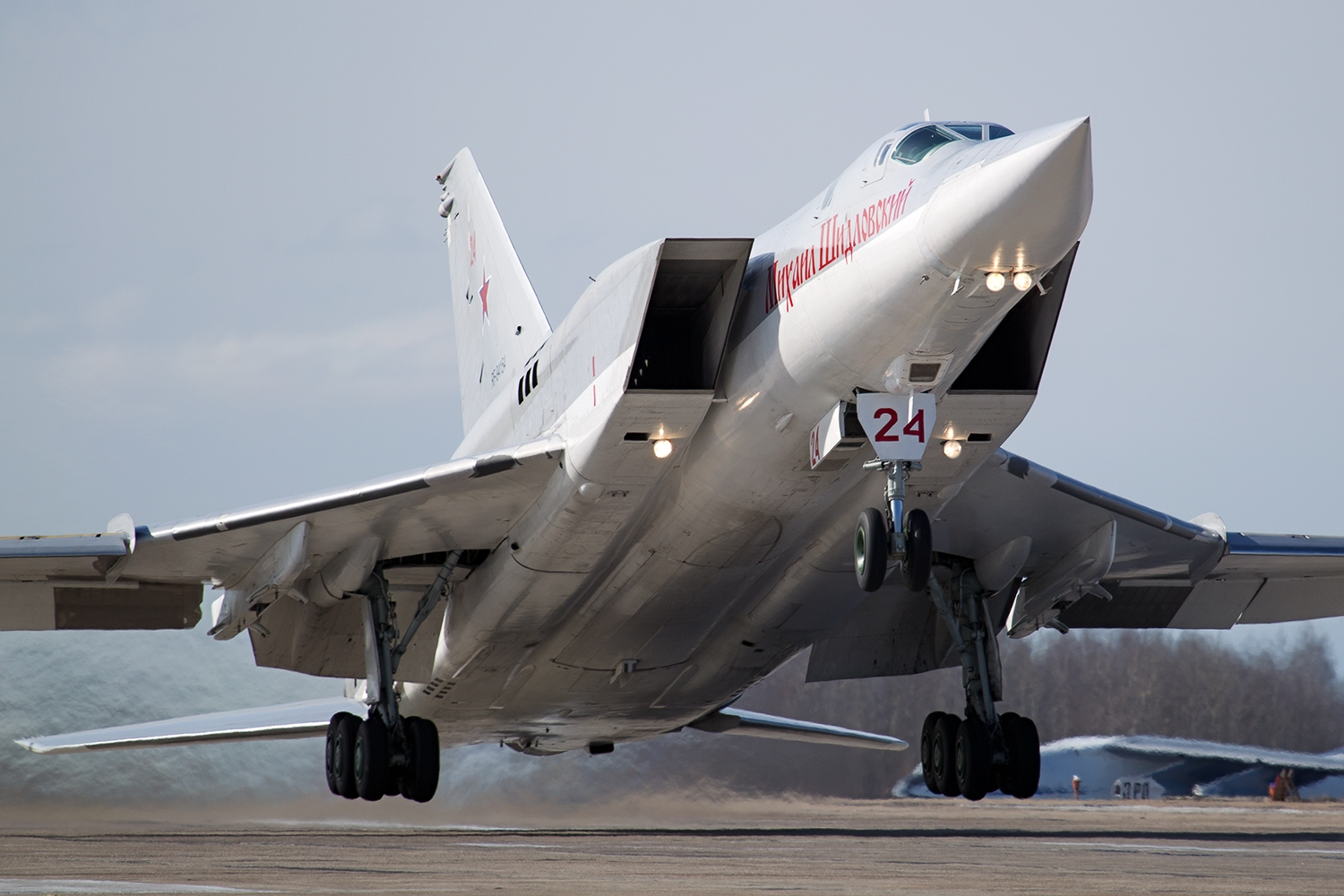
Um Tupolev Tu-22M3 russo decolando da base de Ryazan Dyagilevo.